# Spettroscopia di emissione atomica

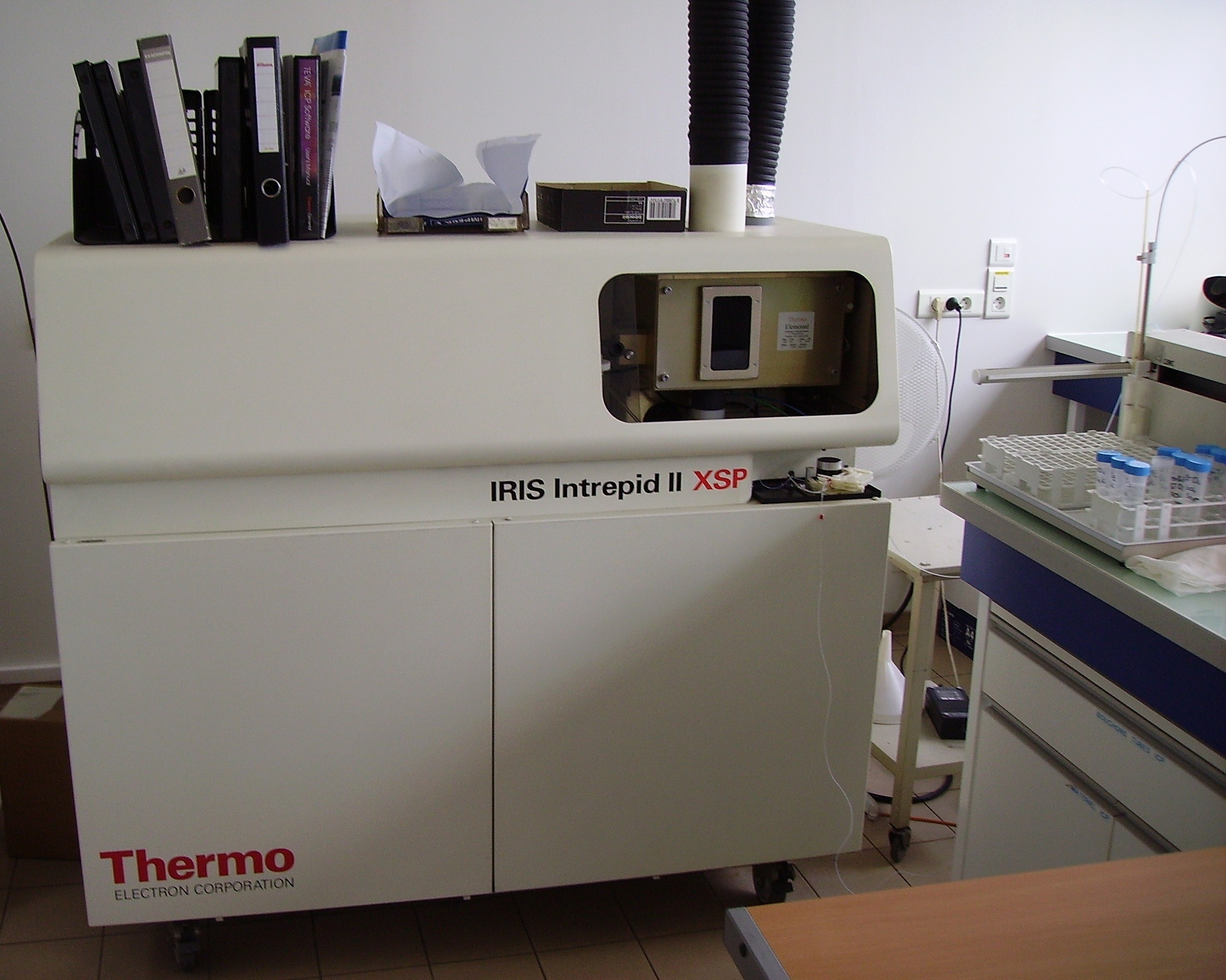
Spettrometro ICP-OES

La spettroscopia di emissione atomica, spesso indicata con la sigla AES dall'inglese Atomic emission spectroscopy o OES da Optical emission spectroscopy, è una tecnica spettroscopica di emissione utilizzata in analisi chimica. Essa sfrutta la somministrazione di energia relativamente elevata, tanto da provocare la dissociazione in atomi e l'eccitazione di questi ultimi. In base alla lunghezza d'onda emessa è possibile risalire alla specie incognita, dato che gli spettri di ciascuna sostanza sono caratteristici, mentre misurando l'intensità dell'emissione si può effettuare anche l'analisi quantitativa.
In relazione alla sorgente utilizzata per produrre l'eccitazione degli atomi, si hanno diverse varianti strumentali. Le sorgenti utilizzate sono l'arco elettrico, la scintilla, la fiamma e il plasma.

## Teoria
Assorbendo un quanto {\displaystyle h\nu } di energia, come risaputo dalla meccanica quantistica, un elettrone è in grado di passare a un livello energetico superiore grazie a transizioni elettroniche che avvengono in accordo con le regole di selezione. Quando l'atomo abbandona lo stato metastabile eccitato, esso ritorna allo stato fondamentale emettendo un classico spettro a righe.
Dal punto di vista teorico, le frequenze di emissione di un atomo idrogenoide sono calcolabili tramite l'equazione
{\displaystyle \nu =R\left({\frac {1}{(a+A)^{2}}}-{\frac {1}{(b+B)^{2}}}\right)}
dove R è la costante di Rydberg, a e b sono costanti numeriche che identificano i possibili valori attribuibili al numero quantico principale, A e B sono altre costanti caratteristiche di ciascuna serie che servono principalmente a tenere in considerazione l'azione schermante degli elettroni interni.
L'intensità delle righe è direttamente proporzionale al numero Ni di atomi che popolano lo i-esimo stato eccitato e alla probabilità Pi che avvenga la transizione stessa, probabilità inversamente proporzionale alla vita media dello stato eccitato:
{\displaystyle \;I=KN_{i}P_{i}}.
Ni è ricavabile applicando la distribuzione di Boltzmann. Si osserva che l'intensità di una riga aumenta all'aumentare del peso statistico del livello interessato e della probabilità di transizione, mentre diminuisce all'aumentare dell'energia del livello da cui si origina la transizione.

## Arco elettrico e scintilla
Il campione viene posto tra le estremità dei due elettrodi; qualora non sia un conduttore viene mescolato e foggiato in pasticca con un eccesso di grafite.
La scarica elettrica, in base alle diverse caratteristiche che possono distinguerla, può essere classificata secondo i seguenti criteri:
- L'arco è una scarica a bassa o media tensione (200-5.000 V), a carattere continuo, intermittente o oscillatorio (in questi ultimi casi a bassa frequenza). La scintilla è una scarica a media o alta tensione (2.000-40.000 V) con carattere oscillatorio ad alta frequenza.
- Continua o intermittente nel caso, rispettivamente, dell'assenza o presenza di interruzioni periodiche.
- In corrente continua o alternata.
- In bassa o alta tensione (quest'ultima > 10.000 V).
- Condensata o non condensata se sia dovuta alla scarica di un condensatore o direttamente alla tensione di alimentazione.
- Autoiniziata o con iniziatore esterno se è necessaria la presenza di un innesco. Le scariche ad alta tensione si innescano facilmente da sole.
- Il numero di scariche può essere controllato se viene esattamente regolato in funzione del tempo o incontrollato nel caso contrario.

Lo spettro generato da un arco viene detto spettro d'arco ed è dovuto all'atomo normale eccitato, mentre i diversi livelli di energia implicati con l'utilizzo della scintilla generano quello che viene definito spettro di scintilla, dovuto invece all'atomo ionizzato.
I tipi di scarica che trovano maggior impiego a livello analitico sono l'arco continuo in corrente continua, l'arco in corrente alternata, l'arco intermittente in corrente continua e la scintilla ad alta tensione, quest'ultima l'unica capace di eccitare tutti gli atomi eccetto quelli dei gas nobili. I circuiti delle moderne strumentazioni permettono contemporaneamente di potere realizzare vari tipi di scariche.
Un monocromatore permette di isolare una singola lunghezza d'onda utile per l'analisi quantitativa. Il rivelatore utilizzato è un fotomoltiplicatore associato a un condensatore d'integrazione.

## Fiamma
La fiamma, col suo contenuto energetico derivante dalla reazione esotermica tra combustibile e comburente, è una sorgente adatta a produrre l'atomizzazione e l'eccitazione utile per l'analisi in emissione. Emette anche un debole spettro continuo, compensabile con l'utilizzo di un riferimento. In base al tipo di analita da esaminare, la tipologia di fiamma viene opportunamente scelta tenendo conto di parametri quali la temperatura, la velocità di combustione, le proprietà ossidoriducenti e l'intensità di emissione.
La tabella sotto riportata riassume le caratteristiche salienti delle fiamme più utilizzate.
| Combustibile | Comburente | Temperatura (°C) | Velocità (cm/s) |
| ------------ | ---------- | ---------------- | --------------- |
| Metano       | Aria       | 1875             | 70              |
| Gas di città | Aria       | 1900             | 55              |
| Propano      | Aria       | 1930             | 80              |
| Idrogeno     | Aria       | 2045             | 440             |
| Acetilene    | Aria       | 2300             | 160             |
| Idrogeno     | Ossigeno   | 2660             | 1150            |
| Acetilene    | Ossigeno   | 3100             | 2480            |

La successione dei fenomeni che avvengono durante la nebulizzazione del campione nella fiamma si può così riassumere: evaporazione del solvente e formazione di aerosol solido/gas, fusione e formazione di aerosol fuso/gas, vaporizzazione con formazione di molecole, atomizzazione (dal cui decorso dipende l'analisi), ionizzazione (da minimizzare). La fase critica di questa serie di passaggi è l'atomizzazione e occorre lavorare a una temperatura di compromesso per evitare l'insorgere di una massiva ionizzazione del campione.

### Strumentazione
Il bruciatore è il dispositivo che genera la fiamma e immette contemporaneamente la soluzione contenente l'analita in forma nebulizzata. Esistono due tipi di bruciatori: bruciatori a regime turbolento e bruciatori laminari. I bruciatori a regime turbolento, gli unici che consentono l'utilizzo di ossigeno puro quale comburente, realizzano la miscelazione di combustibile, comburente e analita dirrettamente al momento stesso di reagire in prossimità dell'ugello. Tra i vantaggi figurano la sicurezza d'uso (mancanza di ritorno di fiamma) e il totale utilizzo della soluzione in esame. Di contro, la fiamma è piuttosto disomogenea e ricca di disturbo ottico, mentre il diverso volume delle gocce prodotte nell'aerosol porta ad atomizzazione non completa con conseguente abbassamento della sensibilità. I bruciatori laminari attuano invece una premiscelazione dei tre componenti destinati alla fiamma, selezionando solo le gocce più fini (centesimi di nanolitro) che evaporeranno in fiamma rapidamente e in modo omogeneo dando origine a una ben definita zona di atomizzazione. L'inconveniente consiste nell'abbassamento di sensibilità dovuto all'immissione di una piccola quantità di soluzione (meno del 10%).
I moderni spettrometri utilizzati permettono di lavorare sia in emissione che in assorbimento; un monocromatore permette di isolare la riga analitica, mentre il rivelatore è costituito da un fotomoltiplicatore. Se l'emissione è di tipo fluorescente, si può realizzare la spettroscopia di emissione atomica in fluorescenza apportando piccole modifiche strumentali che consentano il rilevamento del segnale in posizione ortogonale rispetto alla direzione in cui avviene l'eccitamento e la separazione del segnale di fluorescenza dovuto all'analita da quello emesso dalla fiamma.

## Plasma
L'utilizzo di una sorgente al plasma accoppiato induttivamente (ICP-AES) è caratterizzata dalle elevate temperature peculiari del plasma (6500-10000 K) che consentono di atomizzare o ionizzare ed eccitare quasi tutti gli elementi. I limiti di rivelabilità sono molto bassi e vanno da poche unità di μg/L fino a frazioni centesimali di μg/L. Il segnale risulta stabile e altamente riproducibile, con la possibilità di effettuare agevolmente analisi multicomponenti avendosi basse interferenze chimiche. I costi di uno spettrometro per ICP-AES sono maggiori, inoltre bisogna considerare anche i costi di funzionamento di una torcia al plasma.